# João Hogan
João Manuel Navarro Hogan (Lisboa, 4 de fevereiro de 1914 — Lisboa, 16 de junho de 1988) foi um gravador e pintor português.

## Biografia
De ascendência irlandesa, era neto do aguarelista Ricardo Hogan e sobrinho do pintor Álvaro Navarro Hogan.
Entre 1930 e 1939 trabalha numa oficina de marcenaria; entretanto inscreve-se na Escola Superior de Belas Artes de Lisboa, que abandona ao fim de apenas um ano letivo, para continuar, em 1937, os estudos com Frederico Ayres e Mário Augusto na SNBA.  Apresentará a sua obra publicamente pela primeira vez em 1942, na Exposição de Arte Moderna do SPN, Lisboa.
Está representado em diversas coleções e museus, nomeadamente no Museu Nacional Soares dos Reis, no Porto, no Museu do Chiado e no Centro de Arte Moderna da Fundação Calouste Gulbenkian, em Lisboa.
Foi sócio fundador da Sociedade Cooperativa de Gravadores Portugueses, em Lisboa, onde dirigiu diversos cursos de gravura, tendo um papel importante na formação das gerações mais novas (muitos dos atuais gravadores de Portugal foram seus alunos).
A 24 de agosto de 1985, foi agraciado com o grau de Oficial da Ordem Militar de Sant'Iago da Espada.

## Obra

Paisagem, 1964, óleo sobre tela, 81 x 100 cm

A sua obra ficará tematicamente associada à representação da paisagem, prendendo-se desde logo com a longa tradição naturalista nacional . Mas se as primeiras obras revelam a sua "admiração por Silva Porto, Columbano ou Malhoa" , veremos depois o pintor distanciar-se desse modelo e aderir a uma forma mais sólida de estruturar a imagem; datam de 1940 pinturas em que já é clara uma outra visão, mais consonante com a "pintura construída de Cézanne" . É essa linha que vai desenvolver e aprofundar ao longo dos anos de maturidade.
Na década de 1950 o seu imaginário adensa-se, repartindo-se por paisagens cada vez mais poderosas e pinturas figurativas de outro tipo, que o aproximam da figuração expressionista que terá conhecido durante uma viagem a Bruxelas. Essa vocação narrativa encontra na gravura, a que se dedica a partir de 1957, um novo fôlego, mais tarde rejuvenescido pela aproximação "aos domínios do surreal e do fantástico" .
A sua pintura irá no entanto permanecer fiel ao ideário inicial, consolidando um território formal e concetual único em Portugal; "a partir da década de sessenta […] concentra-se numa infatigável pesquisa  e constrói a mais séria possibilidade nacional de uma paisagem moderna" . 
Hogan é uma figura muito particular no panorama artístico português. "Indiferente, quase hostil às correntes estéticas internacionais que, nas suas versões portuguesas chega a desconsiderar como fenómenos de moda" , o artista centra-se em imagens que podem encontrar paralelo no caráter intemporal e quase metafísico das naturezas mortas de Morandi. "Hogan repete-nos o milagre daqueles pintores que, na obsessão das pequenas verdades da realidade quotidiana […] acabam por mostrar o desconhecido para além do aparente, o intemporal sob o presente" . 

Sem título, 1972, óleo sobre tela, 130 x 180 cm

Pintor da paisagem contemporânea, Hogan procura a "rudeza e vastidão" das paisagens da Beira Baixa ou dos arredores de Lisboa. Inconformado com o cenário de uma malha urbana em crescimento, desloca-se para uma "zona de transição entre a cidade e o campo. […] Pontes, túneis, aquedutos, pedreiras, passagens de nível, ou […] pequenos aglomerados de casas ao longe, organizam-se numa espécie de subtemas que o pintor sucessivamente retoma" .
A partir da década de 1970 altera o seu processo de trabalho, substituindo a recolha direta de imagens pelo recurso "à fotografia, a slides, ou a moldes paisagísticos que vai construir, cortando e selecionando planos imaginários". Perdido o contacto direto com a natureza, as suas imagens adquirem valores de transparência e de irrealidade; "O aqueduto e as casas apagaram-se. A vegetação rareia ou desaparece inteiramente" ; "os cenários são áridos como desertos, os volumes arredondados como rochas antigas, fraturadas e comprimidas" . "Hogan pinta [...] um silêncio primordial que convoca o mundo antes da História, soprado por ventos invisíveis que, lentamente, alteram os corpos da paisagem"  (veja-se, por exemplo, Sem título, 1972).
"Embora o tema privilegiado do seu trabalho tenha sido a paisagem, fez vários autorretratos ao longo da sua vida [...] em que se afirma a densidade matérica, a força expressiva e a intensidade do olhar" .

## Algumas obras
- Ilustração da obra "O Homem da Neve" de Aquilino Ribeiro.[3]
- Aqueduto das Águas Livres, 1954
- Vale de Alcântara, 1956
- Cavalos, 1957
- Auto-retrato, 1959
- Aterro, 1963
- Paisagem com casa azul, 1980

## Algumas exposições e prémios
- Participa nas Exposições de Arte Moderna do S.P.N./S.N.I., 1942/46.
- Participa nas Exposições Gerais de Artes Plásticas, SNBA, Lisboa, 1947/1949 - 3ª Medalha de Pintura.
- 2ª Medalha de Pintura, SNBA, 1950.
- 1ª Exposição individual, SNBA, Lisboa, 1951.
- Exposição individual, Galeria de Março, 1953; integra a representação portuguesa na II Bienal de S. Paulo, Brasil.
- Exposição individual, Academia Dominguez Alvarez, Porto, 1955.
- Participa na 1ª Exposição de Artes Plásticas da Fundação Calouste Gulbenkian, 1957.
- Participa na Exposição 50 Artistas Independentes, SNBA, Lisboa, 1959.
- Exposições Individuais, Galeria de Exposições do Diário de Notícias, Lisboa, 1960 e 1961.
- 1º Prémio de Pintura na II Exposição de Artes Plásticas da Fundação Calouste Gulbenkian, 1961.[1][4]
- 1º Prémio de Pintura Silva Porto, SNI, Lisboa, 1964.
- Exposição individual SNBA, Lisboa, 1966.
- Participa na Exposição Bianco e Nero, Lugano, 1968.
- Participa na Bienal de Ljubljana, Jugoslávia, 1969.
- Forma-se o grupo «5+1», em 1976, constituído pelos pintores João Hogan, Júlio Pereira, Guilherme Parente, Teresa Magalhães, Sérgio Pombo e pelo escultor Virgílio Domingues.
- Exposição individual, Galeria Zen, Porto, 1977.
- Participa na Exposição Gravura Portuguesa Contemporânea 1970-1975, Paris.
- Exposição individual de Pintura, Galeria Quetzal, Lisboa, 1982.
- Primeira exposição retrospetiva, Beja, 1983.
- Participa na Exposição 20 Pintores Portugueses del Centro de Arte Moderno / Fundação Calouste Gulbenkian, Vigo, 1984.
- Exposição individual 45 Anos de Atividade, Galeria Ana Isabel, 1985.
- Participa na III Exposição de Artes Plásticas da Fundação Calouste Gulbenkian, Lisboa, 1986.
- Exposição Antológica no Centro de Arte Moderna da Fundação Calouste Gulbenkian, 1992.